# Didymella vodakii
Didymella vodakii är en svampart som beskrevs av E. Müll. 1953. Didymella vodakii ingår i släktet Didymella, ordningen Pleosporales, klassen Dothideomycetes, divisionen sporsäcksvampar och riket svampar.   Inga underarter finns listade i Catalogue of Life.